# Philip Remnant (4e baron Remnant)
 (août 2022).
Philip John Remnant, 4e baron Remnant (né le 20 décembre 1954)  est un pair héréditaire britannique et un homme politique conservateur. Lors d'une élection partielle de juillet 2022, il est élu pour remplacer Ivon Moore-Brabazon (3e baron Brabazon de Tara) à la Chambre des lords après le départ à la retraite de ce dernier en avril 2022 .